# Григор Ошавков
Григор (Глигор, Гиче) С. Ошавков е български революционер, деец на Вътрешната македоно-одринска революционна организация.

## Биография
Ошавков е роден в западномакедонския българо-албански град Дебър. В 1896 година става член на ВМОРО. По произход е от големия български род Ошавкови. Арестуван е през лятото на 1900 година и лежи в затворите в Кичево и Битоля до края на следващата 1901 година. След освобождаването му е български учител в село Луково, Дебърско. През пролетта на 1904 година е избран за член на окръжния революционен комитет в Битоля, като представител на Дебърска околия. При Лигушевата афера в 1906 година бяга в България. В София наказва четника Бойко Петков, бивш фелдфебел от България, ограбил 48 златни лири от български керван от Лазарополе. След това Григор Ошавков събира 2000 лири от дебраните в София и Лом за сформиране на чета, които сам пропилява. През октомври 1907 година е отново арестуван и затворен в Битоля.
При избухването на Балканската война в 1912 година е доброволец в четата на Павел Христов на Македоно-одринското опълчение, а по-късно служи в Сборната партизанска рота.
След Междусъюзническата война става войвода на чета на ВМОРО в окупираното от Сърбия Дебърско. Участва в българо-албанското Охридско-Дебърско въстание срещу новата сръбска власт през септември 1913 година и заедно с четите на Петър Чаулев и Ахмед ефенди участва в отбраната на Дебър. През есента на 1913 година българският генерален консул във Валона Тодор Павлов изпраща Павел Христов и Ошавков в Дебърско – Поле и Голо бърдо, където те се опитват да съдействат за връщане на бежанците и да възстановят българското учебно дело като назначават нови учители.
Умира на 7 ноември 1914 година.